# Valeri Borcin
Valeri Viktorovici Borcin (în rusă Вале́рий Ви́кторович Бо́рчин; n. 11 septembrie 1986, Povodimovo⁠(d), raionul Dubionski⁠(d), RSFS Rusă, URSS) este un atlet mărșăluitor din Rusia care a câștigat medalia de aur la Jocurile Olimpice de vară din 2008 și a fost campion mondial în proba de 20 km marș.

## Biografie
S-a născut în satul Povadimovo din apropierea orașului Saransk, în ceea ce este acum Republica Mordovia. După ce a încercat să practice halterele și alergarea pe distanță lungă în tinerețe, a decis să practice marșul la vârsta de șaptesprezece ani, după ce a suferit o accidentare la genunchi. L-a cunoscut în anul 2004 pe Viktor Ceghin, un antrenor de nivel olimpic renumit în regiunea sa, și a început să se antreneze împreună cu atleții pregătiți de el. În anul următor s-a clasat pe locul 2 în proba de 10 km marș de la Campionatul Național de Atletism. Cu toate acestea, a primit la scurt timp interdicția de a concura un an în probele atletice, din iunie 2005 până în 2006, după ce a fost depistat pozitiv cu efedrină la un control antidoping din timpul unui concurs.
După ce a revenit în competiții un an mai târziu, a câștigat titlul de campion național și medalia de argint la Campionatul European de Atletism din 2006 în proba de 20 km marș. Borcin a făcut parte din echipa rusă la Campionatul European de Atletism U23 din 2007, obținând medalia de aur, și a concurat mai târziu la Campionatul Mondial de Atletism din 2007, dar nu a reușit să termine cursa. S-a clasat pe locul 2, în urma spaniolului Paquillo Fernández, la Cupa Mondială IAAF de Marș de la Ceboksarî, în luna mai, conducând echipa Rusiei la victoria colectivă.
Cu o săptămână înainte de Jocurile Olimpice de vară din 2008, antrenorul său, Viktor Ceghin, a recunoscut că Borcin și mărșăluitorul rus Vladimir Kanaikin au picat un test antidoping din afara perioadei competiționale, susținut în aprilie 2008, fiind depistați pozitiv cu eritropoietină. Cu toate acestea, Borcin a respins afirmațiile antrenorului său, spunând că nu a fost depistat pozitiv și că nu s-a antrenat cu niciunul dintre ceilalți mărșăluitori ruși. I s-a permis să concureze la olimpiadă și a câștigat medalia de aur la proba de 20 km marș. Nu s-a explicat de ce lui Borcin i s-a permis să concureze - în ciuda faptului că Federația Rusă de Atletism a admis că a fost depistat pozitiv -, nu a primit o suspendare pentru dopaj și i s-a permis să-și păstreze medalia.
El a câștigat primul său titlu mondial în anul următor la Campionatele Mondiale de Atletism din 2009. Borcin a absentat în sezonul competițional 2010, neconcurând la niciun campionat important, și a revenit în competiție în anul următor. A început sezonul 2011 cu o victorie la cea de-a 20-a ediție a Campionatului Internațional de Marș de la Rio Maior (Portugalia) din luna aprilie.

### Jocurile Olimpice din 2012
În proba de 20 km marș de la Jocurile Olimpice de la Londra din 2012, Borcin s-a prăbușit cu 2 km (1,6 mile) înainte de finiș. Cursa a fost câștigată în cele din urmă de Chen Ding din Republica Populară Chineză.

### Descalificarea
La 20 ianuarie 2015 Borcin a fost suspendat pe o perioadă de 8 ani începând cu 15 octombrie 2012 și toate rezultatele sale din perioadele 14 iulie - 15 septembrie 2009, 16 iunie - 27 septembrie 2011, precum și 11 aprilie - 3 septembrie 2012 (care includ două medalii de aur la campionatele mondiale) au fost anulate. La 25 martie 2015 IAAF a depus un apel la Curtea de Arbitraj Sportiv de la Lausanne (Elveția), contestând descalificarea selectivă a celor șase sportivi implicați, inclusiv Borcin. Pe 24 martie 2015 instanța a hotărât anularea tuturor rezultatelor sale din 14 august 2009 până la 15 octombrie 2012.

## Palmares
| An   | Competiție                      | Locație                        | Loc | Eveniment  | Note    |
| ---- | ------------------------------- | ------------------------------ | --- | ---------- | ------- |
| 2006 | Campionatul European            | Göteborg, Suedia               | 2   | 20 km marș | 1:20:00 |
| 2007 | Cupa Europei de Marș            | Leamington Spa, Marea Britanie | 9   | 20 km marș | 1:21:13 |
| 2007 | Campionatul European de Tineret | Debrețin, Ungaria              | 1   | 20 km marș | 1:20:43 |
| 2007 | Campionatul Mondial             | Osaka, Japonia                 | –   | 20 km marș | NT      |
| 2008 | Cupa Mondială de Marș           | Ceboksarî, Rusia               | 2   | 20 km marș | 1:18:21 |
| 2008 | Jocurile Olimpice               | Beijing, China                 | 1   | 20 km marș | 1:19:01 |
| 2009 | Cupa Mondială de Marș           | Wuxi, China                    | 1   | 20 km marș | 1:19:31 |

## Legături externe
Materiale media legate de Valeri Borcin la Wikimedia Commons
- en Valeri Borcin la World Athletics
- en Valeri Borcin la Olympedia.org